# Carcere di San Cassiano
Il carcere di San Cassiano è un monumento sito a Todi (PG) nei pressi del tempio di San Fortunato, in cima al colle della rocca, che risulta il punto più elevato di Todi.

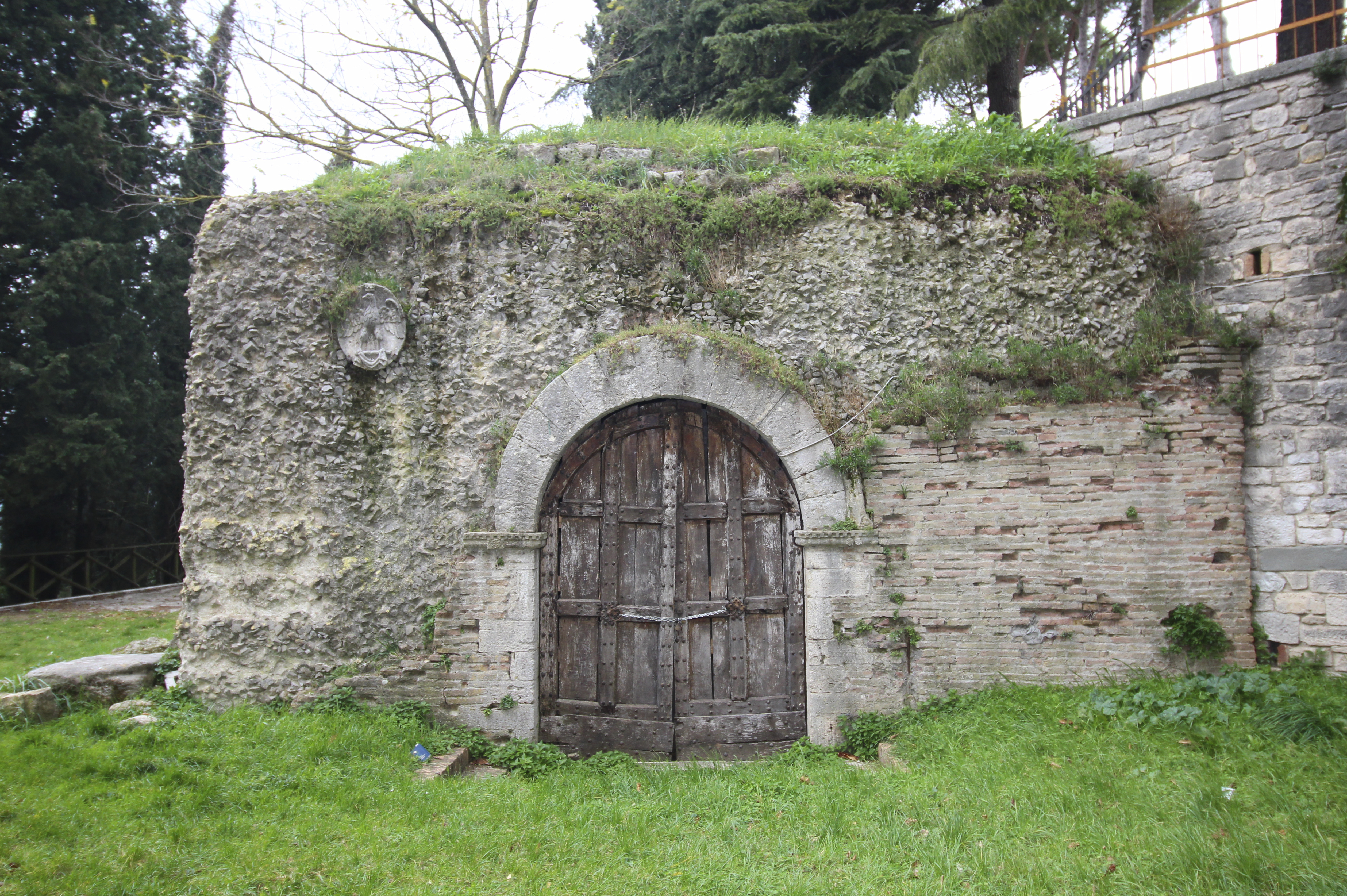
Il carcere di San Cassiano

## Storia e descrizione
Anche se viene definito "carcere" è in realtà una cisterna: il nome deriva dalla leggenda radicata nella tradizione cittadina secondo cui nel II secolo vi sarebbe stato relegato San Cassiano.
In seguito vi furono tumulate le reliquie del patrono di Todi, San Fortunato, che vi rimasero per molto tempo. Fu anche trasformato in un oratorio cristiano.
La costruzione, di forma quadrangolare, è stata rimaneggiata più volte e vi sono state aggiunte delle finestre; ha una sola porta d'ingresso con arco a tutto sesto poggiante su due capitelli di grossolana fattura.